# Torben Ulrich
Torben Ulrich (født 4. oktober 1928, død 20. december 2023) var en dansk tennisspiller, der var aktiv i perioden fra 1940'erne til 1980'erne. I en alder af 48 år lå han nummer 1 på mændenes verdensrangliste for spillere over 45 år.
Han spillede desuden jazz, og dannede i 1952 jazzklubben Blue Note, sammen med vennerne Povl Eriksen, tennisspilleren Kurt Nielsen, Arnvid Meyer og Knud Thorning Hansen.
Torben Ulrich var den ældste danske tennisspiller, der har spillet med i Davis Cup (48 år og 347 dage). 
Han var desuden forfatter til et par bøger, senest Jazz, bold & buddhisme. Han udgav i 2021 sammen med musikeren Lori Goldston albummet Oakland moments: cello, voice, reuniting (rejoicing) med digte og andre tekster sat til musik.
Torben Ulrich modtog Gerlev-prisen i 1986.
Torben Ulrich var bror til Jørgen Ulrich og far til Metallica-trommeslageren Lars Ulrich.
Fra 2011 var han bosat i San Francisco.

### Nekrologer
- Hellerup Idræts Klub - Til ære for Torben Ulrich. En legende er gået bort (21. december 2023)
- Dansk Tennis Forbund - Torben Ulrich er død (21. december 2023)
- Tennis.com - Remembering Torben Ulrich, 1928-2023: World-class player and one of tennis' most distinct personalities (23. december 2023) (engelsk)
- TV 2 - Torben Ulrich er død (21. december 2023)
- Gaffa - DET PERFEKTE SLAG: Torben Ulrich er død, 95 år gammel (21. december 2023)

 Der er for få eller ingen kildehenvisninger i denne artikel, hvilket er et problem. Du kan hjælpe ved at angive troværdige kilder til de påstande, som fremføres i artiklen.